# Procontarinia frugivora
Procontarinia frugivora är en tvåvingeart som beskrevs av Gagne 2004. Procontarinia frugivora ingår i släktet Procontarinia och familjen gallmyggor.
Artens utbredningsområde är Filippinerna. Inga underarter finns listade i Catalogue of Life.